# UNES FC Barcelona

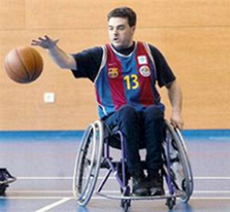
Zawodnik FC Barcelona-Institut Guttman

UNES FC Barcelona to kataloński zespół koszykówki na wózkach. Jest częścią zarówno klubu FC Barcelona jak i Fundacio Institut Guttman (Fundacji Instytutu Guttmana). Nazwana na cześć twórcy Paraolimpiad Ludwiga Guttmanna fundacja prowadzi w Katalonii szpital dla neurologicznie chorych.
Club Esportiu Institut Guttman założono w 1967 i jest to najstarszy klub sportowy osób niepełnosprawnych w Hiszpanii. Posiada również zespoły boccia, hokeja, tenisa ziemnego na wózkach i promuje łucznictwo, lekkoatletykę, podnoszenie ciężarów i tenis stołowy.